# Championnats d'Europe de saut d'obstacles 1979
Navigation
Édition précédente Édition suivante
Les championnats d'Europe de saut d'obstacles 1979, quinzième édition des championnats d'Europe de saut d'obstacles, ont eu lieu en 1979 à Rotterdam, aux Pays-Bas. L'épreuve individuelle est remportée par l'Allemand Gerd Wiltfang et la compétition par équipe par le Royaume-Uni.